# Lijst van rijksmonumenten in Zevenbergen
De plaats Zevenbergen telt 15 inschrijvingen in het rijksmonumentenregister. Hieronder een overzicht.
| Object | Oorspronkelijke functie?  | Bouwjaar              | Architect | Locatie            | Coördinaten?                  | Nr.?   | Afbeelding                |
| --- | ------------------------- | --------------------- | --------- | ------------------ | ----------------------------- | ------ | ------------------------- |
| Grote schuur in gele baksteen met door pannen belegd zadeldak tussen een houten puntgevel met vlechtingen | Boerderij                 |                       |           | Kerkstraat 23      | 51° 38' 46" NB, 4° 36' 33" OL | 40437  | Meer afbeeldingen         |
| Fleur | Industrie- en poldermolen | 1841                  |           | Lage Wipstraat 80  | 51° 38' 46" NB, 4° 36' 14" OL | 40438  | Meer afbeeldingen         |
| Huis met trapgevel van gele en rode baksteen, met zandstenen blokjes en dekstenen. Boven de vernieuwde pui bakstenen lijst met zandstenen kopje. Vensters met geprofileerde neggen en Tudorbogen met geprofileerde tooglijsten op kraagsteentjes. In de boogtrommels vlechtwerk van baksteen                                                                             | Woonhuis                  | begin 17e eeuw        |           | Molenstraat 12     | 51° 38' 40" NB, 4° 36' 20" OL | 40439  | Meer afbeeldingen         |
| Huis met trapgevel met zandstenen dekstukken en sierankers | Woonhuis                  | eerste helft 17e eeuw |           | Molenstraat 36     | 51° 38' 39" NB, 4° 36' 16" OL | 40440  | Meer afbeeldingen         |
| Constructief een geheel vormend pand, bestaande uit een gedeelte met een zadeldak welks nok evenwijdig aan de straat loopt en aan de ene zijde beëindigd wordt door een zij-topgevel, aan de andere zijde ingevat wordt door een zadeldak welks nok haaks op de straat ligt en aan de zijde afgesloten wordt door een trapgevel met zandstenen dekstukken en sierankers  | Woonhuis                  | eerste helft 17e eeuw |           | Molenstraat 40     | 51° 38' 39" NB, 4° 36' 16" OL | 40441  | Upload foto               |
| Constructief een geheel vormend pand, bestaande uit een gedeelte met een zadeldak welks nok evenwijdig aan de straat loopt en aan de ene zijde beëindigd wordt door een zij-topgevel, aan de andere zijde ingevat wordt door een zadeldak welks nok haaks op de straat ligt en aan die zijde afgesloten wordt door een trapgevel met zandstenen dekstukken en sierankers | Woonhuis                  | eerste helft 17e eeuw |           | Molenstraat 42     | 51° 38' 39" NB, 4° 36' 15" OL | 40442  | Upload foto               |
| Sint-Catharinakerk | Kerk en kerkonderdeel     | 14e eeuw (koor)       |           | Markt 4            | 51° 38' 42" NB, 4° 36' 25" OL | 40443  | Meer afbeeldingen         |
| Pand met gepleisterde klokgevel. Fraaie sierankers met uitgesmeed bladmotief. Boven de ramen van de verdieping sporen van ontlastingsbogen | Woonhuis                  | 17e eeuw              |           | Noordhaven 46      | 51° 38' 45" NB, 4° 36' 21" OL | 40444  | Meer afbeeldingen         |
| Poortje tussen de nrs 102 en 104; Zandstenen poortje met boog, imposten en geblokte pijlers. Gebeeldhouwd kopje in de sluitsteen van de boog | Erfscheiding              | vroeg 17e eeuw        |           | Noordhaven bij 102 | 51° 38' 42" NB, 4° 36' 14" OL | 40445  | Meer afbeeldingen         |
| Huis onder zadeldak en met gepleisterde trapgevel, met toppilaster op kraagsteen met masker, en lelie-ankers | Woonhuis                  | begin 17e eeuw        |           | Stationsstraat 1   | 51° 38' 41" NB, 4° 36' 28" OL | 40446  | Meer afbeeldingen         |
| Huis onder zadeldak en met gepleisterde topgevel; met langsdeelschuur in gele baksteen, met door pannen belegd zadeldak tussen topgevels | Woonhuis                  | ca. 1800              |           | Zuidhaven 17       | 51° 38' 47" NB, 4° 36' 32" OL | 40447  | Meer afbeeldingen         |
| Dubbel woonhuis met tuinmuur en hek | Woonhuis                  | 1897                  |           | Markt 1            | 51° 38' 41" NB, 4° 36' 27" OL | 521714 | Meer afbeeldingen         |
| Station Zevenbergen | Transport                 | 1854                  |           | Stationslaan 1     | 51° 38' 29" NB, 4° 36' 36" OL | 521715 | Meer afbeeldingen         |
| Herenhuis met toegangshek | Woonhuis                  | 1905                  |           | Stationsstraat 26  | 51° 38' 37" NB, 4° 36' 32" OL | 521716 | Herenhuis met toegangshek |
| Herenhuis | Woonhuis                  | ca. 1875              |           | Stationsstraat 28  | 51° 38' 36" NB, 4° 36' 33" OL | 521717 | Herenhuis                 |